# Баркли, Стивен
Стивен Пол Баркли (англ. Stephen Paul Barclay; род. 3 мая 1972) — британский политик, член Консервативной партии Великобритании.
Министр окружающей среды, продовольствия и сельского хозяйства (2023—2024). Министр по выходу Великобритании из Европейского союза (2018—2020), главный секретарь Казначейства (2020—2021). Канцлер герцогства Ланкастерского (2021—2022), министр здравоохранения Великобритании (июль-сентябрь, с октября 2022 по 13 ноября 2023).

## Биография
Сын профсоюзного активиста и государственной служащей, окончил частную школу короля Эдуарда VII и королевы Марии в Литам-Сент-Эннсе, затем изучал историю в Кембридже (прерывал учёбу на один год, в течение которого прослушал курс в Военной академии в Сандхерсте и пять месяцев отслужил в звании второго лейтенанта в Королевском стрелковом полку). В 1998 году окончил юридический колледж в Честере, получив квалификацию солиситора.
Работал юристом в Axa Insurance, занимал директорскую должность в банке Barclays, отвечая за борьбу с отмыванием денег.

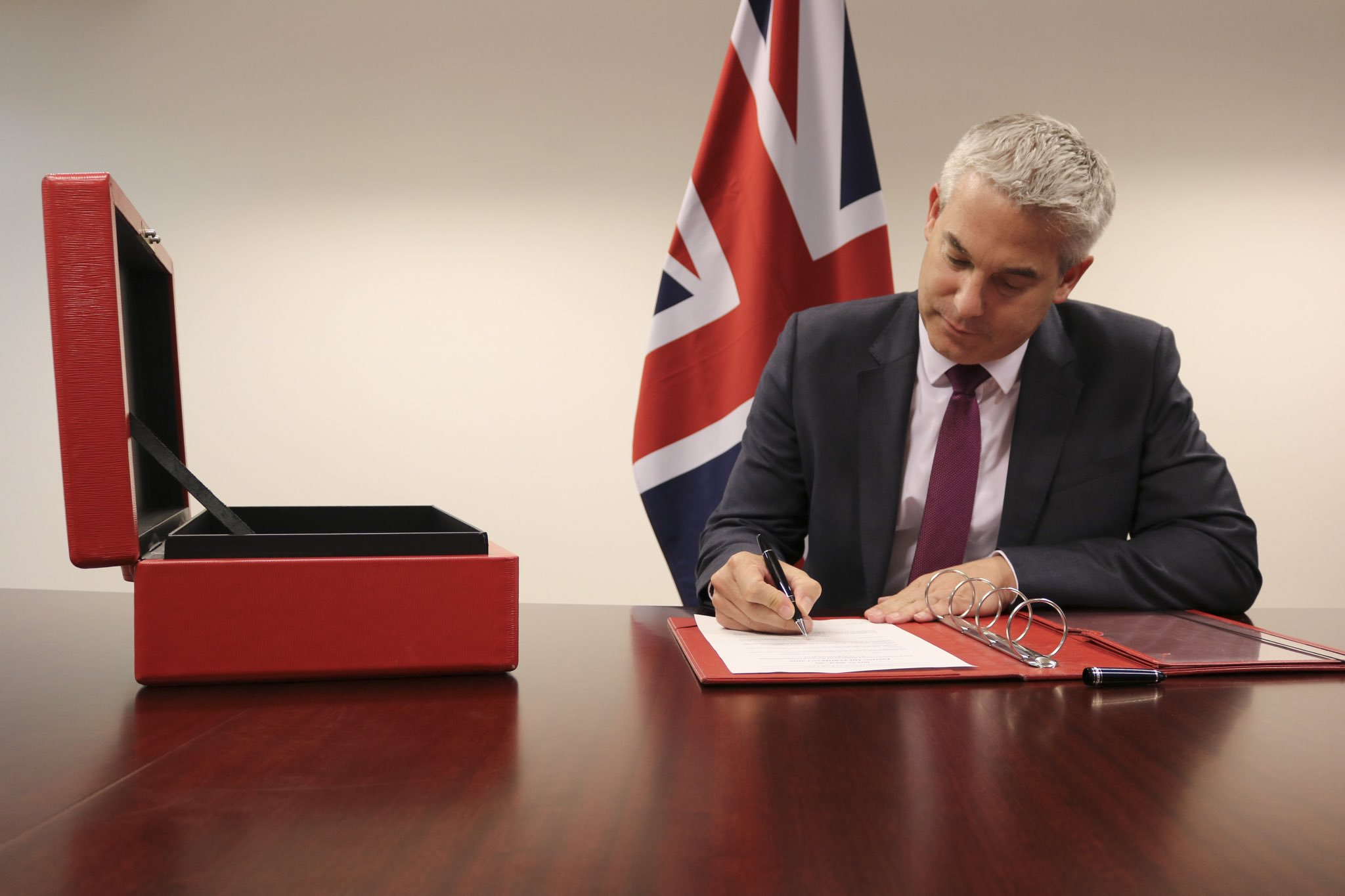
Баркли подписывает документ о прекращении действия Акт о вступлении Великобритании в Европейское сообщество (1972) (18 августа 2019).

В 1994 году по окончании университета вступил в Консервативную партию, в 1997 и 2001 годах предпринимал неудачные попытки избрания в парламент. В 2007 году стал организатором традиционного Карлтонского политического обеда для сбора средств в партийный фонд, а в 2008 году был отобран в качестве кандидата на смену уходящему на покой депутату Малкольму Моссу. В 2010 году избран в Палату общин от округа Северо-Западный Кембриджшир, обойдя сильнейшего из соперников на 16 425 голосов.
В ходе подготовки к референдуму о членстве Великобритании в Европейском союзе выступал за выход Великобритании из Евросоюза.
Лорд-заседатель Казначейства с 2016 года.
По итогам досрочных парламентских выборов 8 июня 2017 года одержал наиболее убедительную свою победу с результатом 64,4 %, улучшив аналогичный показатель 2015 года на 9,4 % и обойдя сильнейшего из соперников, лейбориста Кена Растиджа, на 21 тысячу голосов.
14 июня 2017 года назначен экономическим секретарём Казначейства и младшим министром городского хозяйства.
9 января 2018 года назначен младшим министром здравоохранения.
16 ноября 2018 года получил портфель министра по выходу из Евросоюза во втором кабинете Терезы Мэй.
24 июля 2019 года вновь назначен министром по выходу из Евросоюза при формировании правительства Бориса Джонсона. 31 января 2020 года должность была упразднена из-за выхода Великобритании из ЕС.
13 февраля 2020 года перемещён во втором кабинете Джонсона на должность главного секретаря Казначейства.
15 сентября 2021 года ходе серии кадровых перемещений назначен канцлером герцогства Ланкастерского и министром канцелярии Кабинета.
5 февраля 2022 года возглавил аппарат резиденции премьер-министра на Даунинг-стрит, 10.
8 февраля 2022 года освобождён от должности министра канцелярии Кабинета.
5 июля 2022 года в ходе политического кризиса назначен на должность министра здравоохранения Великобритании. 6 сентября 2022 года при формировании правительства Лиз Трасс не получил никакого назначения.
25 октября 2022 года по завершении нового правительственного кризиса был сформирован кабинет Риши Сунака, в котором Баркли вновь был назначен министром здравоохранения.
13 ноября 2023 года в ходе серии кадровых перемещений в правительстве получил портфель министра окружающей среды, продовольствия и сельского хозяйства.
5 июля 2024 года после поражения консерваторов на парламентских выборах было сформировано лейбористское правительство Кира Стармера, в котором портфель министра окружающей среды, продовольствия и сельского хозяйства получил Стив Рид.
8 июля 2024 года включён в состав временного теневого правительства Риши Сунака в должности теневого министра окружающей среды, продовольствия и сельского хозяйства.